# Революционный наблюдательный комитет

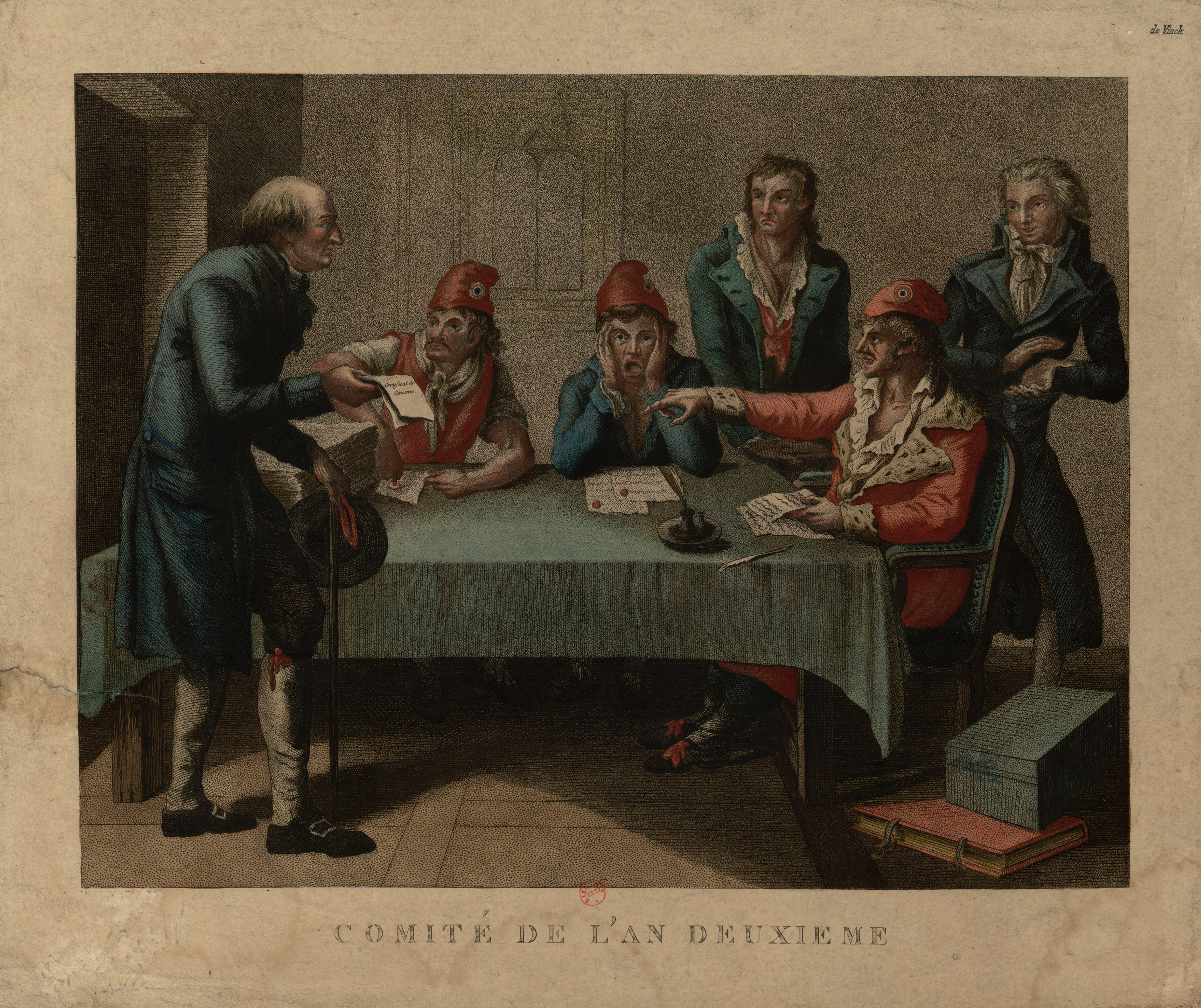
Гражданин предъявляет в наблюдательный комитет сертификат сивизма (свидетельство о благонадёжности)
Париж, Национальная библиотека, отдел гравюр, около 1793—1794 гг.

Революционный наблюдательный комитет (или Комитет революционного надзора) — революционный институт, созданный декретом Национального конвента от 21 марта 1793 года во всех секциях Парижа. Состоящие из двенадцати членов, эти комитеты занимались составлением списков иностранцев, находящихся на территории секции. Закон о подозрительных от 17 сентября расширял их полномочия: теперь они могли составлять списки подозреваемых и арестовать их. Они были распущены во время термидорианской реакции.

## Предыстория
21 октября 1789 года временный муниципалитет Парижа создал следственный комитет для выявления возможных заговоров и борьбы с ними. 11 августа 1792 года, после падения королевской власти, Парижская коммуна создала Наблюдательный комитет и предложила секциям организовать свои собственные наблюдательные комитеты вместо комиссариатов полиции. Наблюдательный комитет вскоре после этого был распущен, а наблюдательный комитеты секций в той или иной форме просуществовали до весны 1793 года.

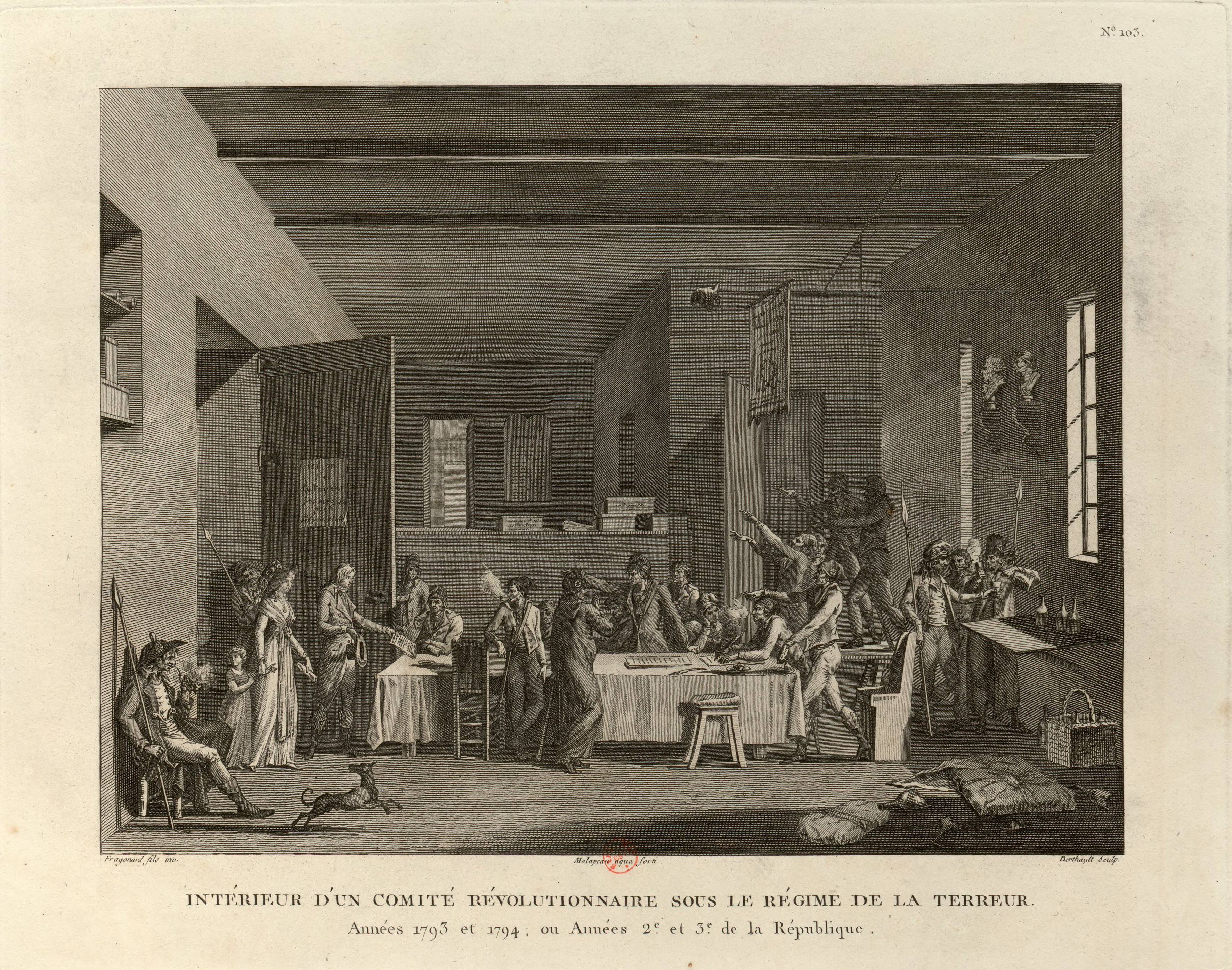
Революционный комитет эпохи террора. «Картины истории Французской революции», офорт Малапо, Клод-Никола по картине Фрагонара, 1797

## Создание
21 марта 1793 года Конвент издал декрет о создании во всех секциях и коммунах (не только в Париже, но и по всей Франции) «наблюдательных комитетов» из 12 членов, куда не могли входить бывшие священники и дворяне. Поначалу в их обязанности вменялось лишь наблюдение за иностранцами, которые в то время подвергались целому ряду правовых ограничений. После принятия 17 сентября Закона о подозрительных наблюдательные комитеты (большинство из которых к тому времени уже называли себя «революционными») получили полномочия не только составлять списки подозрительных лиц, но и арестовывать их при условии, что при этом присутствует не менее семи членов комитета, решение об аресте принимается абсолютным большинством членов и что решение немедленно сообщается Комитету общественной безопасности.

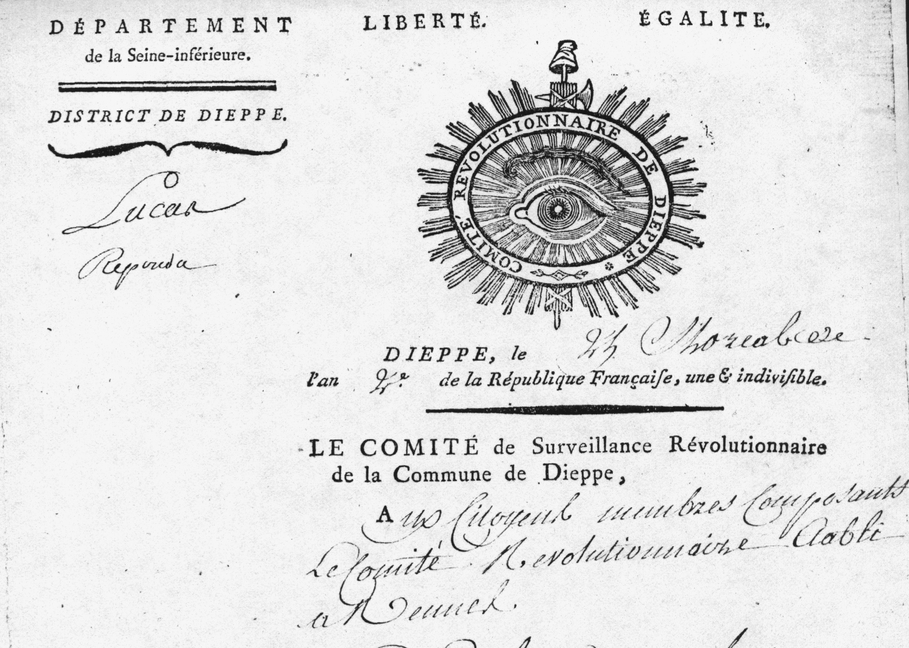
Бланк революционного наблюдательного комитета коммуны Дьеп

14-го фримера II года Республики (4 декабря 1793 года) Конвент поручает им и муниципалитетам «…применение революционных законов и мер общественной безопасности». В законе указывается, что комитеты должны сообщать о своих действиях в течение десяти дней окружной администрации, а их президент, переизбираемый каждые две недели, может быть вновь избран только через один месяц.
17 фримера (7 декабря) было решено, что комитеты должны вести реестр, в который будут заноситься причины мер, принятых против отдельных лиц, «не попадающих под действие Закона о подозрительных», и в течение суток направлены комиссарам-представителям или же в Комитет общественной безопасности.
12 июля 1793 года Комитет общественного спасения департамента Сены (не следует путать с аналогичным комитетом, существовавшим в Конвенте) начал выплачивать членам наблюдательных комитетов по 3 ливра в день. 7 августа уже конвентский Комитет общественного спасения выделил на те же цели 50 000 ливров из специально введённого для этого налога на богатых.

## Сокращение полномочий и роспуск
После 9 термидора полномочия комитетов были дополнительно расширены, давая им право объявлять об освобождении заключённых. Однако 7 фрюктидора II года (24 августа 1794 года) Конвент сократил их количество до одного комитета на 4 секции (12 комитетов в Париже); их члены теперь назначались комиссарами-представителями или же Комитетом общественной безопасности. Комитетам также напомнили, что подозреваемые должны быть допрошены в течение 24 часов, и им должна быть объяснена причина их ареста.
1 вантоза III года (19 февраля 1795 года) комитеты были распущены в областных столицах и коммунах с 50 000 жителей и выше. Они были окончательно отменены в октябре 1795 года при Директории.